# 旭川市立東明中学校
旭川市立東明中学校（あさひかわしりつとうめいちゅうがっこう）は、北海道旭川市東光16条に所在する公立中学校。
生徒431名（2024年現在）

## 沿革
1983年3月、旭川市議会で東光中学校分教場の設置を決議、設置が可決した。10月に新設校の通学区域が決定した。1984年3月に校舎（1983年6月着工）が完成し、4月に「旭川市立東明中学校」（生徒440名、12学級）が開校した。1985年5月に第二期校舎増築工事が完成、1992年3月に第三期校舎増築工事が完成した。
年表
- 1983年（昭和58年）- 旭川市議会で設置可決、通学区域決定、校章・校歌制定[1]。
- 1984年（昭和59年）- 校舎完成、旭川市立東明中学校が開校[1]。
- 1985年（昭和60年）- 第二期校舎増築工事が完成[1]。
- 1992年（平成4年）- 第三期校舎増築工事が完成[1]。
- 1998年（平成10年）- 教育相談室改修工事完了[1]。

## 教育目標
- 未来に生きる、人間性豊かな生徒の育成[2]

## 学校行事
学校行事は以下の通り。
- 4月 - 始業式、入学式、学力テスト
- 5月 - 修学旅行（3年）、遠足（1・2年）
- 6月 - 第1期テスト
- 7月 - 校内陸上記録会、1学期終業式、夏季休業
- 8月 - 2学期始業式
- 9月 - 学力テストA（3年）、東明祭
- 10月 - 学力テストB（3年）、宿泊研修（2年）
- 11月 - 学力テスト（1・2年）、学力テストC（3年）、二者懇談（1・2年）、三者懇談（3年）、第2期テスト（1・2年）
- 12月 - 学力テスト模試（3年）、2学期終業式、冬季休業
- 1月 - 3学期始業式、学年末テスト（3年）、スキー教室（1・2年）
- 2月 - 学力テスト（1・2年）、学年末テスト（1・2年）
- 3月 - 卒業式、修了式、学年末休業

## 部活動
全国大会のみ掲載。
体育部
- 野球部
  - 全日本少年軟式野球大会 3位（2016年）
  - 東日本少年軟式野球大会 ベスト8（2016年）
- サッカー部
- 女子バレーボール部
- 男子バスケットボール部
  - 全国中学校バスケットボール大会 出場（1990年、1994年）
- 女子バスケットボール部
- 男子ソフトテニス部
  - 全国中学校ソフトテニス大会 男子個人 出場（2004年、2014年）
  - 全国ジュニア王座決定戦 出場（2006年 - 2007年）
- 女子ソフトテニス部
- バドミントン部
  - 全国中学校バドミントン大会 出場（1996年 - 1998年、2004年、2006年 - 2009年、2011年 - 2012年、2014年 - 2019年）
    - 女子団体 5位（2016年）、9位（2014年 - 2015年）、ベスト16（2009年）[注 1][8]
    - 女子ダブルス 5位（2016年 - 2017年）、9位（2015年）[注 2][8][9][10]
    - 女子シングルス 5位（2016年）、9位（2014年 - 2015年）、ベスト16（2009年）[注 3]
    - 男子団体 ベスト8（2006年）[注 4]
    - 男子ダブルス 準優勝（2015年）、3位（2019年）、9位（2019年）、ベスト8（2007年）[注 5]
    - 男子シングルス 2回戦進出（2016年）[注 6]

  - 全日本ジュニアバドミントン選手権大会 出場（2008年 - 2011年、2014年、2016年、2019年）
    - 女子シングルス 5位（2014年）[注 7]
    - 男子ダブルス 出場（2019年）
    - 男子シングルス 2位（2014年）、5位（2014年）[注 8]

  - 全日本総合バドミントン選手権大会
    - 男子ダブルス 出場（2009年）

  - 日本バドミントンジュニアグランプリ
    - 男子ダブルス 出場（2009年）
    - 女子ダブルス 出場（2011年）
    - 女子シングルス 出場（2009年）

  - ジュニアオープン男子団体優勝 男子ダブルス 4位（2019年）
- 剣道部

文化部
- 合唱部
- 美術部
- パソコン部
- 家庭科部

個人
- 卓球
  - 全国中学校卓球大会 男子個人 出場（2016年 - 2017年）
- 陸上
  - 全日本中学校陸上競技選手権大会 出場（2005年）
  - ジュニアオリンピック陸上競技大会 男子200M 準決勝進出（2005年）
- スキー
  - 全国中学校スキー大会
    - 男子大回転 出場（2007年 - 2008年）、3位（2008年）
    - クロスカントリー競技 女子クラシカル・女子フリー 出場（2020年）

## 通学区域
通学区域は以下の通り。
- 東光5条7丁目 - 9丁目
- 東光6条7丁目 - 9丁目
- 東光7条7丁目 - 9丁目
- 東光8条7丁目 - 9丁目
- 東光9条7丁目 - 9丁目
- 東光10条5丁目 - 9丁目
- 東光11条5丁目 - 9丁目
- 東光12条4丁目 - 9丁目
- 東光13条4丁目 - 9丁目
- 東光14条4丁目 - 9丁目
- 東光15条4丁目 - 9丁目
- 東光16条4丁目 - 9丁目
- 東光17条4丁目 - 9丁目
- 東光18条4丁目 - 9丁目
- 東光19条5丁目 - 9丁目
- 東光20条5丁目 - 9丁目
- 東光21条5丁目 - 9丁目
- 東光22条5丁目 - 9丁目
- 東光23条6丁目 - 9丁目
- 東光24条6丁目 - 9丁目
- 東光25条6丁目 - 9丁目
- 東光26条7丁目 - 9丁目
- 東光27条8丁目 - 9丁目
- 東旭川町共栄9番地 - 96番地
- 東旭川町共栄127番地 - 188番地
- 東旭川町共栄190、227番地
- 東旭川町共栄229番地 - 284番地

## 出身小学校
- 旭川市立旭川第三小学校[12]
- 旭川市立東光小学校[12]

## 交通アクセス
バス
- 旭川電気軌道「東光17の6」停留所下車、徒歩1分。